# Relaxació (RMN)
La relaxació, en ressonància magnètica (RMN) i espectroscòpia de ressonància magnètica nuclear (RMN), un camp magnètic homogeni crea una polarització d'espín nuclear observable (magnetització). Aquest camp fa que els moments dipolars magnètics de la mostra precedeixin a la freqüència de ressonància (Larmor) dels nuclis. En equilibri tèrmic, els espíns nuclears preceden aleatòriament al voltant de la direcció del camp aplicat. Es tornen bruscament coherents de fase quan són colpejats per polsos de radiofreqüència (RF) a la freqüència ressonant, creada ortogonal al camp. Els polsos de RF fan que la població d'estats d'espín es pertorbi del seu valor d'equilibri tèrmic. La magnetització transversal generada pot induir un senyal en una bobina de RF que pot ser detectada i amplificada per un receptor de RF. El retorn del component longitudinal de la magnetització al seu valor d'equilibri s'anomena relaxació espín-xarxa, mentre que la pèrdua de coherència de fase dels espíns s'anomena relaxació espín-espín, que es manifesta com una decadència d'inducció lliure observada (FID).
Per a l'espín -1/2  nuclis (com ara 1H), la polarització deguda als espins orientats amb el camp N− respecte als espins orientats contra el camp N+ ve donada per la distribució de Boltzmann:
{\displaystyle {\frac {N_{+}}{N_{-}}}=e^{-{\frac {\Delta E}{kT}}}}
on ΔE és la diferència de nivell d'energia entre les dues poblacions d'espíns, k és la constant de Boltzmann i T és la temperatura de la mostra. A temperatura ambient, el nombre d'espíns al nivell d'energia inferior, N−, supera lleugerament el nombre al nivell superior, N+. La diferència d'energia entre els estats d'espín ascendent i d'espín descendent en RMN és minúscula segons els estàndards d'emissió atòmica en camps magnètics convencionalment utilitzats en espectroscòpia de ressonància magnètica i RMN. L'emissió d'energia en RMN s'ha d'induir mitjançant una interacció directa d'un nucli amb el seu entorn extern en lloc de per emissió espontània. Aquesta interacció pot ser a través dels camps elèctrics o magnètics generats per altres nuclis, electrons o molècules. L'emissió espontània d'energia és un procés radiatiu que implica l'alliberament d'un fotó i es tipifica per fenòmens com la fluorescència i la fosforescència. Com afirma Abragam, la probabilitat per unitat de temps de la transició d'espín nuclear 1/2 de l'estat + a l'estat - a través de l'emissió espontània d'un fotó és un fenomen insignificant. Més aviat, el retorn a l'equilibri és un procés tèrmic molt més lent induït pels camps magnètics locals fluctuants a causa de moviments de rotació moleculars o d'electrons (radicals lliures) que retornen l'excés d'energia en forma de calor a l'entorn.

## T1iT2
La decadència de la polarització d'espín de la RMN induïda per RF es caracteritza en termes de dos processos separats, cadascun amb les seves pròpies constants de temps. Un procés, anomenat T1, és responsable de la pèrdua d'intensitat de ressonància després de l'excitació del pols. L'altre procés, anomenat T2, caracteritza l'amplada o amplitud de les ressonàncies. Dit més formalment, T1 és la constant de temps per als processos físics responsables de la relaxació dels components del vector de magnetització d'espín nuclear M paral·lels al camp magnètic extern, B0 (que convencionalment es designa com a eix z). La relaxació de T2 afecta els components coherents de M perpendiculars a B0. En l'espectroscòpia de RMN convencional, T1 limita la taxa de repetició del pols i afecta el temps total que es pot adquirir un espectre de RMN. Els valors de T1 oscil·len entre mil·lisegons i diversos segons, depenent de la mida de la molècula, la viscositat de la solució, la temperatura de la mostra i la possible presència d'espècies paramagnètiques (per exemple, O2 o ions metàl·lics).

## T1
El temps de relaxació longitudinal (o de xarxa d'espín) T1 és la constant de decaïment per a la recuperació del component z de la magnetització de l'espín nuclear, Mz, cap al seu valor d'equilibri tèrmic, {\displaystyle M_{z,\mathrm {eq} }} En general,
{\displaystyle M_{z}(t)=M_{z,\mathrm {eq} }-[M_{z,\mathrm {eq} }-M_{z}(0)]e^{-t/T_{1}}}
En casos concrets:
- Si M s'ha inclinat cap al pla xy, aleshores {\displaystyle M_{z}(0)=0} i la recuperació és simplement

{\displaystyle M_{z}(t)=M_{z,\mathrm {eq} }\left(1-e^{-t/T_{1}}\right)}
és a dir, la magnetització es recupera fins al 63% del seu valor d'equilibri després d'una constant de temps T1.
- En l'experiment de recuperació per inversió, que s'utilitza habitualment per mesurar els valors de T1, la magnetització inicial s'inverteix, {\displaystyle M_{z}(0)=-M_{z,\mathrm {eq} }}, i així la recuperació segueix

{\displaystyle M_{z}(t)=M_{z,\mathrm {eq} }\left(1-2e^{-t/T_{1}}\right)}
La relaxació T1 implica la redistribució de les poblacions dels estats d'espín nuclear per tal d'assolir la distribució d'equilibri tèrmic. Per definició, això no conserva energia. A més, l'emissió espontània és insignificantment lenta a les freqüències de RMN. Per tant, els espíns nuclears realment aïllats mostrarien taxes negligibles de relaxació T1. Tanmateix, una varietat de mecanismes de relaxació permeten als espíns nuclears intercanviar energia amb el seu entorn, la xarxa, permetent que les poblacions d' espín s'equilibrin. El fet que la relaxació T1 impliqui una interacció amb l'entorn és l'origen de la descripció alternativa, relaxació espín-xarxa.
Cal tenir en compte que les taxes de relaxació T1 (és a dir, 1/T1) generalment depenen en gran manera de la freqüència de la RMN i, per tant, varien considerablement amb la intensitat del camp magnètic B. Petites quantitats de substàncies paramagnètiques en una mostra acceleren molt la relaxació. En desgasificar, i així eliminar l'oxigen dissolt, la T1/T2 de les mostres líquides puja fàcilment fins a un ordre de deu segons.

#### Transferència de saturació d'espin
Especialment per a molècules que presenten senyals de relaxació lenta (T1), la tècnica de transferència de saturació d'espín (SST) proporciona informació sobre les reaccions d'intercanvi químic. El mètode és àmpliament aplicable a molècules fluxionals. Aquesta tècnica de transferència de magnetització proporciona taxes, sempre que superin 1/ T1.

### T2
El temps de relaxació transversal (o espín-espín) T₂ és la constant de decaïment per al component de M perpendicular a B₂, designat com a M₂xy, M₂T o {\displaystyle M_{\perp }} Per exemple, la magnetització xy inicial en el temps zero decaurà fins a zero (és a dir, equilibri) de la següent manera:
{\displaystyle M_{xy}(t)=M_{xy}(0)e^{-t/T_{2}}\,}
és a dir, el vector de magnetització transversal cau al 37% de la seva magnitud original després d'una constant de temps T2.
La relaxació T₂ és un fenomen complex, però en el seu nivell més fonamental, correspon a una descoherència de la magnetització transversal de l'espín nuclear. Les fluctuacions aleatòries del camp magnètic local condueixen a variacions aleatòries en la freqüència de precessió instantània de la RMN de diferents espíns. Com a resultat, es perd la coherència de fase inicial dels espíns nuclears, fins que finalment les fases es desordenen i no hi ha magnetització xy neta. Com que la relaxació T₂ només implica les fases d'altres espíns nuclears, sovint s'anomena relaxació "espín-espín".

Seqüència d'impulsos d'eco d'espín i animació de decaïment de la magnetització.

Els valors de T2 generalment depenen molt menys de la intensitat del camp, B, que els valors de T1.
L'experiment de decaïment de l'eco de Hahn es pot utilitzar per mesurar el temps T2, tal com es mostra a l'animació següent. La mida de l'eco es registra per a diferents espais dels dos polsos aplicats. Això revela la decoherència que no es reenfoca amb el pols de 180°. En casos simples, es mesura un decaïment exponencial que es descriu per {\displaystyle T_{2}} temps.

### T2* i inhomogeneïtat del camp magnètic
En un sistema idealitzat, tots els nuclis en un entorn químic determinat, en un camp magnètic, precessionen amb la mateixa freqüència. Tanmateix, en sistemes reals, hi ha petites diferències en l'entorn químic que poden conduir a una distribució de freqüències de ressonància al voltant de l'ideal. Amb el temps, aquesta distribució pot conduir a una dispersió de la distribució ajustada dels vectors d'espín magnètic i a la pèrdua de senyal (decaïment per inducció lliure). De fet, per a la majoria d'experiments de ressonància magnètica, aquesta "relaxació" domina. Això provoca un desfasament.
Tanmateix, la descoherència a causa de la inhomogeneïtat del camp magnètic no és un veritable procés de "relaxació"; no és aleatori, sinó que depèn de la ubicació de la molècula a l'imant. Per a les molècules que no es mouen, la desviació de la relaxació ideal és consistent al llarg del temps, i el senyal es pot recuperar realitzant un experiment d'eco d'espín.
La constant de temps de relaxació transversal corresponent és, doncs, T² *, que normalment és molt més petita que T². La relació entre elles és:
{\displaystyle {\frac {1}{T_{2}^{*}}}={\frac {1}{T_{2}}}+{\frac {1}{T_{inhom}}}={\frac {1}{T_{2}}}+\gamma \Delta B_{0}}
on γ representa la relació giromagnètica i ΔB 0 la diferència de força del camp que varia localment.
A diferència de T2, T2* està influenciada per irregularitats del gradient del camp magnètic. El temps de relaxació T2* sempre és més curt que el temps de relaxació T2 i normalment és de mil·lisegons per a mostres d'aigua en imants d'imatge.

### T1 és sempre més llarg que T2?
En els sistemes de RMN, la següent relació és absolutament certa {\displaystyle T_{2}\leq 2T_{1}} En la majoria de situacions (però no en principi) {\displaystyle T_{1}} és més gran que {\displaystyle T_{2}} Els casos en què {\displaystyle 2T_{1}>T_{2}>T_{1}} són rars, però no impossibles.

## Equacions de Bloch
Les equacions de Bloch s'utilitzen per calcular la magnetització nuclear M = (Mx,My,Mz) en funció del temps quan hi ha temps de relaxació T1 i T2. Les equacions de Bloch són equacions fenomenològiques que va ser introduïda per Felix Bloch el 1946.
{\displaystyle {\frac {\partial M_{x}(t)}{\partial t}}=\gamma (\mathbf {M} (t)\times \mathbf {B} (t))_{x}-{\frac {M_{x}(t)}{T_{2}}}}
{\displaystyle {\frac {\partial M_{y}(t)}{\partial t}}=\gamma (\mathbf {M} (t)\times \mathbf {B} (t))_{y}-{\frac {M_{y}(t)}{T_{2}}}}
{\displaystyle {\frac {\partial M_{z}(t)}{\partial t}}=\gamma (\mathbf {M} (t)\times \mathbf {B} (t))_{z}-{\frac {M_{z}(t)-M_{0}}{T_{1}}}}
On {\displaystyle \times } és el producte vectorial, γ és la relació giromagnètica i B(t) = (Bx(t), By(t), B0 + Bz(t)) és la densitat de flux magnètic experimentada pels nuclis. El component z de la densitat de flux magnètic B està normalment compost de dos termes: un, B0, és constant en el temps, l'altre, Bz(t), depèn del temps. És present en les imatges de ressonància magnètica i ajuda amb la descodificació espacial del senyal RMN.
L'equació llistada anteriorment a la secció sobre relaxació T1 i T2 són les de les equacions de Bloch.

## Equacions de Salomó
Les equacions de Salomó s'utilitzen per calcular la transferència de magnetització com a resultat de la relaxació en un sistema dipolar. Es poden emprar per explicar l'efecte nuclear Overhauser, que és una eina important per determinar l'estructura molecular.

## Constants de temps de relaxació comunes en teixits humans
A continuació es mostra una taula amb els valors aproximats de les dues constants de temps de relaxació per a espíns nuclears d'hidrogen en teixits humans no patològics.
En un camp principal d'1,5 T
| Tipus de teixit                                | Valor aproximat de T1 en ms | Valor aproximat de T2 en ms |
| ---------------------------------------------- | --------------------------- | --------------------------- |
| teixits adiposos                               | 240-250                     | 60-80                       |
| Sang sencera (desoxigenada)                    | 1350                        | 50                          |
| Sang sencera (oxigenada)                       | 1350                        | 200                         |
| Líquid cefalorraquidi (similar a l'aigua pura) | 4200 - 4500                 | 2100-2300                   |
| Substància grisa del cervell                   | 920                         | 100                         |
| Substància blanca del cervell                  | 780                         | 90                          |
| Fetge                                          | 490                         | 40                          |
| Ronyons                                        | 650                         | 60-75                       |
| Músculs                                        | 860-900                     | 50                          |

A continuació es mostra una taula amb els valors aproximats de les dues constants de temps de relaxació per a substàncies químiques que apareixen habitualment en estudis d'espectroscòpia de ressonància magnètica (MRS) del cervell humà, fisiològicament o patològicament.
| Senyals de grups químics                                    | Freqüència de ressonància relativa | Valor aproximat de T1 (ms)                                | Valor aproximat de T2 (ms)                            |
| ----------------------------------------------------------- | ---------------------------------- | --------------------------------------------------------- | ----------------------------------------------------- |
| Creatina (Cr) i fosfocreatina (PCr)                         | 3,0 ppm                            | substància grisa: 1150–1340, substància blanca: 1050–1360 | substància grisa: 198–207, substància blanca: 194-218 |
| Grup N-acetil (NA), principalment de N-acetilaspartat (NAA) | 2,0 ppm                            | substància grisa: 1170–1370, substància blanca: 1220-1410 | substància grisa: 388–426, substància blanca: 436-519 |
| —Grup CH3 de Lactat                                         | 1,33 ppm (doblet: 1,27 i 1,39 ppm) | (Per incloure a la llista)                                | 1040                                                  |